# العفريت (فلم)
العفريت فيلم كوميدي مصري من إنتاج سنة 2019. الفيلم من إخراج عبد الله الهواري، وتأليف عبد الله الهواري، وإنتاج مجدي الهواري، ومن بطولة غادة عادل، وأدهم السداوي، وأسما سعيد، وعبد الله الهواري.

## ملخص القصة
- عمر شاب خجول، معجب بفتاة تدعى بسنت، ويحاول أن يصرح لها بمشاعره، لكن خجله يقف حجر عثرة أمام هذه التصريح، إلى أن يظهر لعمر عفريت يخبره بأنه سيساعده في هذه المهمة.[2]

## طاقم التمثيل
- غادة عادل
- أدهم السداوي
- أسما سعيد
- عبد الله الهواري

## الإنتاج
- كتب عبد الله الهواري قصة وسيناريو الفيلم، وكان الفيلم من إخراج عبد الله الهواري. المنتج مجدي الهواري...